# Brachbach
Brachbach ist eine Ortsgemeinde im Landkreis Altenkirchen (Westerwald) in Rheinland-Pfalz. Sie gehört der Verbandsgemeinde Kirchen (Sieg) an.

## Geographie

### Geographische Lage
Brachbach liegt zwischen Siegen (Nordrhein-Westfalen) im Nordosten und Betzdorf (Rheinland-Pfalz) im Südwesten in direkter südlicher Nachbarschaft zu Mudersbach und wird von der Sieg durchflossen, wodurch die Ortschaft zum Einzugsgebiet des Rheins gehört, landschaftlich aber im Siegerland zuhause ist. Südlich der Ortschaft, die sich bei 267 m ü. NHN befindet, erhebt sich die Kuppe des 517 m hohen Berges Windhahn der den höchsten Berg des waldreichen Höhenzugs Windhahn darstellt.

### Gemeindegliederung
Die Gemeinde Brachbach besteht aus dem großen Kernort Brachbach und dem kleinen Ortsteil Büdenholz, der knapp 1,5 km (Luftlinie) weiter nordwestlich auf 224,7 m ü. NHN an der B 62 liegt. Außerdem gibt es noch das Ortsgebiet „In den Karpathen“ und die Wohnplätze Haus Langgrube und Unterbüdenholz.

### Nachbargemeinden
Die Nachbarorte sind (im Uhrzeigersinn, beginnend im Norden): Mudersbach (direkt nördlich), Siegen-Eiserfeld (ostnordöstlich), Neunkirchen (östlich), Herdorf (südlich), Kirchen (westlich) und Niederfischbach (nordwestlich).

## Geschichte
Die erste urkundliche Erwähnung von Brachbach erfolgte erst in einer Rechnung betreffend „Brachtpach“ für die Jahre 1471 und 1472, die ein Freusburger Rentmeister erstellte. Das Dorf gehörte zur Herrschaft Freusberg und später zu Kurtrier.
Eine Mühle in Brachbach ist für 1611 nachgewiesen. In der Gemarkung der Gemeinde finden sich verschiedene Spuren früher Eisenerzverarbeitung. Die Grube Apfelbaum, größte ihrer Art in Brachbach, wird erstmals 1720 erwähnt, die Grube Ecke im Jahr 1722.
Nachdem sich Frankreich bis zum Rhein ausgedehnt hatte, erhielt der Fürst Friedrich Wilhelm von Nassau-Weilburg 1803 aufgrund der Beschlüsse des Reichsdeputationshauptschlusses als Ausgleich für seine verlorenen linksrheinischen Besitzungen die rechtsrheinischen Reste von Kurtrier als Entschädigung. Nassau-Weilburg ging 1806 im Herzogtum Nassau auf. Nach dem Sieg über Napoleon und der nachfolgenden Neuordnung auf dem Wiener Kongress 1815 fiel Brachbach an das Königreich Preußen. Unter der preußischen Verwaltung gehörte der Ort zum 1816 neu geschaffenen Kreis Altenkirchen im Regierungsbezirk Koblenz, und damit ab 1822 zur preußischen Rheinprovinz.
Die mittlerweile verbundenen Gruben Apfelbaum und Ecke wurden 1926 stillgelegt. Der Rückgang des Bergbaus betraf auch den Abbau von Schiefer, wie beispielsweise das heutigen Besucherbergwerk Josefsglück, in dessen Stollen von 1903 bis 1925, und dann nochmals von 1945 bis 1948, das Baumaterial abgebaut wurde. Heutzutage ist der Bergbau in Brachbach komplett eingestellt.
Nach dem Zweiten Weltkrieg wurde Brachbach innerhalb der französischen Besatzungszone Teil des damals neu gebildeten Landes Rheinland-Pfalz. Am 7. Juni 1969 wurde aus der aufgelösten Gemeinde Katzenbach der Ortsteil Unterbüdenholz nach Brachbach eingegliedert.
Bevölkerungsentwicklung
Die Entwicklung der Einwohnerzahl von Brachbach bezogen auf das heutige Gemeindegebiet, die Werte von 1871 bis 1987 beruhen auf Volkszählungen:
| Jahr | Einwohner |
| ---- | --------- |
| 1815 | 300       |
| 1835 | 405       |
| 1871 | 863       |
| 1905 | 1.285     |
| 1939 | 1.738     |
| 1950 | 1.883     |
| 1961 | 2.378     |

| Jahr | Einwohner |
| ---- | --------- |
| 1970 | 2.853     |
| 1987 | 2.609     |
| 1997 | 2.612     |
| 2005 | 2.462     |
| 2011 | 2.391     |
| 2017 | 2.303     |
| 2022 | 2.318     |

## Politik

### Gemeinderat
Der Gemeinderat in Brachbach besteht aus 16 Ratsmitgliedern, die bei der Kommunalwahl am 9. Juni 2024 erstmals in einer Mehrheitswahl gewählt wurden, da lediglich die Wählergruppe Zöller einen Wahlvorschlag einreichte. Die Kommunalwahlen zuvor fanden als Verhältniswahl statt. Der ehrenamtliche Ortsbürgermeister ist der Vorsitzende des Rates. Bis 2009 gehörten dem Gemeinderat 20 Ratsmitglieder an.
Die Sitzverteilungen im Gemeinderat:
| Wahl | SPD               | CDU               | Gesamt   |
| 2024 | per Mehrheitswahl | per Mehrheitswahl | 16 Sitze |
| 2019 | 11                | 5                 | 16 Sitze |
| 2014 | 7                 | 9                 | 16 Sitze |
| 2009 | 7                 | 9                 | 16 Sitze |
| 2004 | 9                 | 11                | 20 Sitze |

### Bürgermeister
Steffen Kappes (SPD) wurde am 1. Juli 2019 Ortsbürgermeister von Brachbach. Bei der Direktwahl am 26. Mai 2019 war er mit einem Stimmenanteil von 83,94 % für fünf Jahre gewählt worden. Bei der Direktwahl am 9. Juni 2024 wurde er als Einzelbewerber mit 85,6 % der Stimmen ohne Gegenkandidat in seinem Amt bestätigt.
Die Vorgänger von Kappes waren Josef Preußer (CDU), der 2019 nach sieben Jahren im Amt nicht erneut kandidiert hatte, und seit 2008 der im September 2012 verstorbene Peter Hussing.

### Wappen
| Wappen von Brachbach | Blasonierung: „Schild durch eingeschweifte grüne Spitze, darin auf schwarzem Schildfuß ein goldenes Stollenmundloch mit schwarzer Öffnung und mit aufstehender goldener Fichte gespalten, vorne in Silber ein durchgehendes rotes Kreuz, hinten in schwarz ein silberner Schrägbalken, belegt mit drei schwarzen Eberköpfen.“ |
| Wappen von Brachbach | Wappenbegründung: Die drei Eberköpfe im Wappen symbolisieren die frühere Zugehörigkeit zur Herrschaft Freusburg, von deren Wappenschild diese übernommen wurden. Das rote Kreuz auf silbernem Grund weist auf Kurtrier hin, zu dem Brachbach im Kirchspiel Kirchen als „Trierische Insel“ gehörte. Das „Stollenmundloch“ des „Werrnsberger Erbstollens“ (ca. 300 Jahre alt) erinnert an den früheren Bergbau und gilt heute als Wahrzeichen für Brachbach. |

### Gemeindepartnerschaft
Brachbach pflegt seit den 1980er Jahren eine Partnerschaft zu La Membrolle-sur-Choisille im französischen Département Indre-et-Loire.

## Kultur und Sehenswürdigkeiten

### Kulturdenkmäler
In Brachbach befinden sich einige unter Denkmalschutz gestellte Kulturdenkmäler:
- Die Katholische Pfarrkirche St. Josef, eine neugotische Hallenkirche aus dem Jahr 1870, der Westbau aus Bruchstein wurde 1911 errichtet
- Mehrere Fachwerkhäuser aus dem 17. und 18. Jahrhundert (Kirchstraße, Mittelstraße, Siegstraße)

### Weitere Sehenswürdigkeiten
Zu den Sehenswürdigkeiten von Brachbach gehört der am 24. Juli 2005 eröffnete und 9,6 km lange „Grubenwanderweg“, der auf den Spuren der hiesigen Bergbaugeschichte durch Brachbach und den Höhenzug Windhahn führt. Innerhalb des Höhenzugs ist die an einer großen Wegekreuzung stehende Kreuzeiche (455 m ü. NHN) beliebter Anlaufpunkt und Rastplatz für Wanderer. In seinen nordwestlichen Ausläufern zählt dazu auch das Naturdenkmal „Hohe Ley“ (317,2 m), eine Felsgruppe nördlich von Brachbach bzw. östlich von Mudersbach. Auch der vor einigen Jahren neu hergerichtete „Zechenwaldplatz“ mit einem Backes zählt ebenfalls zu einer der Sehenswürdigkeiten der Gemeinde.

## Wirtschaft und Infrastruktur

### Schienenverkehr

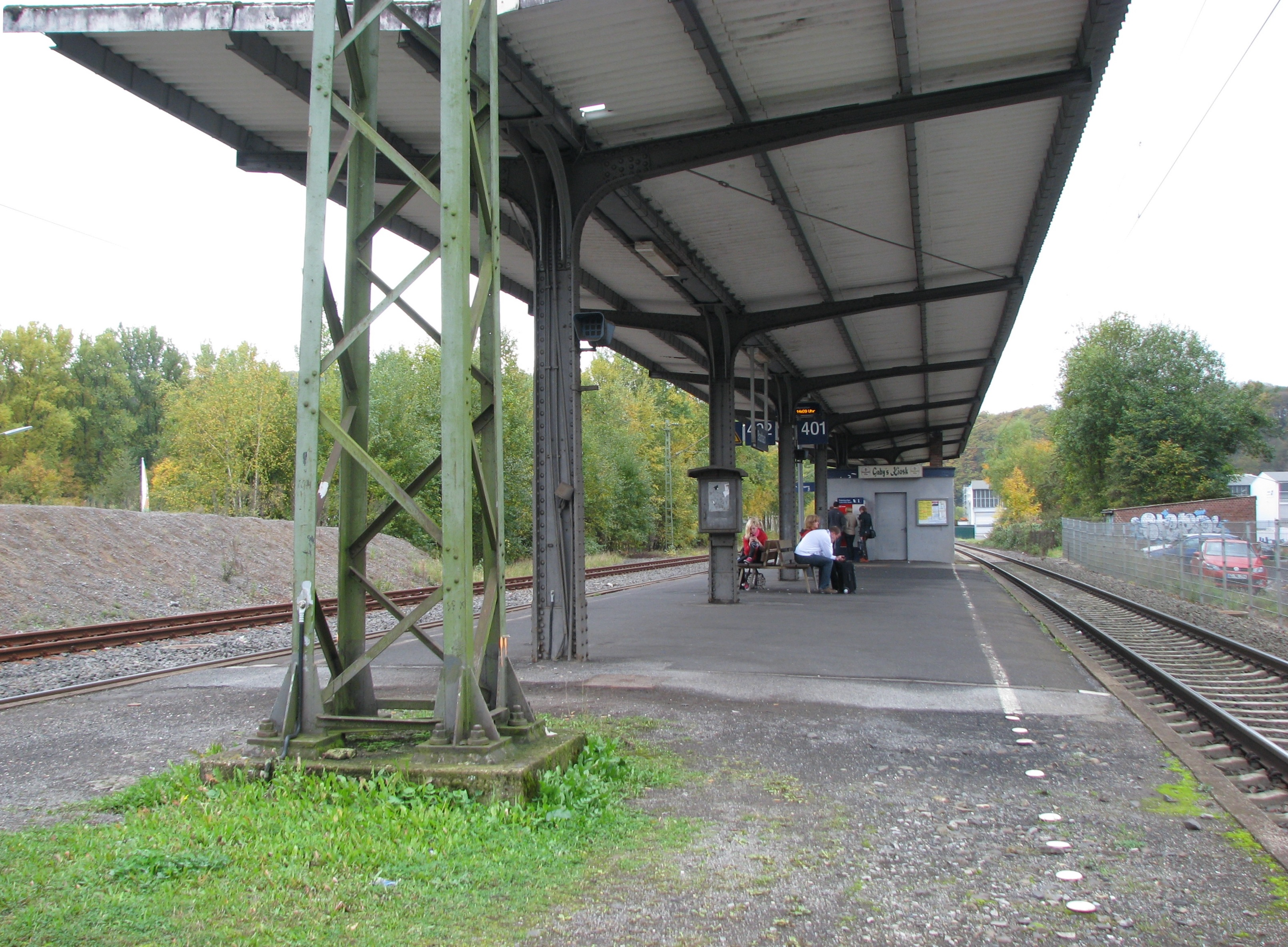
Bahnhof Brachbach an der Siegstrecke

Im nördlich anschließenden Mudersbach befindet sich der Bahnhof Brachbach an der Siegstrecke (Eisenbahnstrecke Köln–Au–Siegen, KBS 460), welcher von nachstehenden Linien bedient wird.
| Linie | Linienverlauf | Takt                                        |
| ----- | --- | ------------------------------------------- |
| RE 9  | Rhein-Sieg-Express: Aachen Hbf – Aachen-Rothe Erde – Stolberg (Rheinl) Hbf – Eschweiler Hbf – Langerwehe – Düren – Horrem – Köln-Ehrenfeld – Köln Hbf – Köln Messe/Deutz – Porz (Rhein) – Troisdorf – Siegburg/Bonn – Hennef (Sieg) – Eitorf – Herchen – (Dattenfeld –)* Schladern (Sieg) – (Rosbach (Windeck) –)* Au (Sieg) – (Etzbach –)* Wissen (Sieg) – (Niederhövels – Scheuerfeld (Sieg) –)* Betzdorf (Sieg) – Kirchen – Brachbach (– Niederschelden – Eiserfeld (Sieg))* – Siegen Hbf * Halt einzelner Züge im Nacht- und Berufsverkehr Stand: Fahrplanwechsel Dezember 2023 | 60 min                                      |
| RB90  | Westerwald-Sieg-Bahn: (Kreuztal – Siegen-Geisweid – Siegen-Weidenau –)* Siegen Hbf – Eiserfeld (Sieg) – Niederschelden Nord – Niederschelden – Mudersbach – Brachbach – Freusburg Siedlung – Kirchen – Betzdorf (Sieg) – Scheuerfeld (Sieg) – Niederhövels – Wissen (Sieg) – Etzbach – Au (Sieg) – Geilhausen – Hohegrete – Breitscheidt (Kr Altenkirchen Ww) – Kloster Marienthal (wochentags zweistdl.) – Obererbach – Altenkirchen (Westerwald) – Ingelbach – Hattert – Hachenburg – Unnau-Korb – Nistertal-Bad Marienberg (– Büdingen (Westerw) – Enspel – Rotenhain) (zweistündlich) – Langenhahn – Westerburg – Willmenrod – Berzhahn – Wilsenroth – Frickhofen – Niederzeuzheim – Hadamar – Niederhadamar – Elz (Kr Limburg/Lahn) – Staffel – Diez Ost – Limburg (Lahn) * einzelne Züge an Werktagen Stand: Fahrplanwechsel Dezember 2024 | 60 min                                      |
| RB93  | Rothaarbahn: Betzdorf (Sieg) – Kirchen – Freusburg Siedlung – Brachbach – Mudersbach – Niederschelden – Niederschelden Nord – Eiserfeld (Sieg) – Siegen Hbf – Siegen-Weidenau – Siegen-Geisweid – Kreuztal – Ferndorf (Siegen) – Kredenbach – Dahlbruch – Hillnhütten – Stift Keppel-Allenbach – Hilchenbach – Vormwald Dorf – Vormwald – Lützel – Erndtebrück – Birkelbach – Aue-Wingeshausen – Berghausen (b Wittgenstein) – Raumland-Markhausen – Bad Berleburg Werktags einzelne Fahrten von Au (Sieg) bzw. Altenkirchen, Samstags 2x von Marburg nach Betzdorf als RB 94 Stand: Fahrplanwechsel Dezember 2021 | 60 min (werktags) 120 min (sonn-/feiertags) |

### Straßenverkehr
Die B 62, die hier von Siegen über Mudersbach, Brachbach und Kirchen nach Betzdorf führt.

## Persönlichkeiten

### Ehrenbürger
- Josef Christ (1917–1995), Bildhauer, schuf zahlreiche Kunstwerke in Brachbach und Umgebung.[22]
- August 1982: Johannes Kopp (1907–1987). Anlässlich seines 75. Geburtstags wurde der zu diesem Zeitpunkt bereits 34 Jahre als Pastor im Ort Wirkende zum Ehrenbürger ernannt.[23][24]
- 3. März 2018: Jacqueline Lölling (* 1995), Skeleton-Pilotin. Anlässlich des Gewinns der Silbermedaille bei den Olympischen Winterspielen in Pyeongchang wurde die in Brachbach lebende Sportlerin bei ihrer Rückkehr für ihre Erfolge geehrt. Bereits im Jahre 2017 war sie Weltmeisterin in ihrer Sportart geworden.[25][26]

### In Brachbach geboren
Ein bekannter Brachbacher Bürger war der ehemalige Boxer Peter Hussing (1948–2012), der als erfolgreichster deutscher Amateur-Boxer auch im Guinness-Buch der Rekorde steht.
Ebenso stammt auch die amtierende Senioren-Weltmeisterin im Judo-Schwergewicht Anke Pfeifer aus Brachbach.
Auch die Schriftsteller Stefan Utsch und Rudolf Utsch wurden in diesem Ort geboren.